# 2006 v loďstvech
Tento článek obsahuje významné události v oblasti loďstev v roce 2006.

## Lodě vstoupivší do služby
- 14. ledna –  USS San Antonio (LPD-17) – obojživelná transportní loď třídy San Antonio[1]

- 28. ledna –  USS Forrest Sherman (DDG-98) – torpédoborec třídy Arleigh Burke[2]

- 10. února –  INS Bangaram (T 65) – hlídková loď třídy Bangaram

- 16. února –  Suzunami (DD-114) – torpédoborec třídy Takanami

- 22. února –  Daniolos (P 68) – raketový člun třídy Roussen

- 27. února –  Mistral (L9013) – vrtulníková výsadková loď třídy Mistral

- březen –  Méndez Núñez (F104) – fregata třídy Álvaro de Bazán

- 28. března –  INS Bitra (T 66) – hlídková loď třídy Bangaram

- 29. března –  Salvatore Todaro (S526) – ponorka typu 212A

- 5. dubna –  HNoMS Fridtjof Nansen (F310) – fregata stejnojmenné třídy

- 21. dubna –  Hessen (F221) – fregata třídy Sachsen

- 8. května –  Krystallidis (P 69) – raketový člun třídy Roussen

- 10. června –  USS Farragut (DDG-99) – torpédoborec třídy Arleigh Burke[3]

- 13. června –  U-33 (S183) – ponorka typu 212A

- 19. června –  Pori (83) – raketový člun třídy Hamina

- 20. června –  USNS Lewis and Clark (T-AKE-1) – zásobovací loď třídy Lewis and Clark[4]

- 31. července –  INS Batti Malv (T 67) – hlídková loď třídy Bangaram

- 26. srpna –  HMAS Perth (FFH 157) – fregata třídy Anzac

- 12. září –  INS Baratang (T 68) – hlídková loď třídy Bangaram

- 15. září –  RFA Mounts Bay (L3008) – výsadková doková loď třídy Bay

- 16. září –  HMAS Sirius (O 266) – tanker

- 26. září –  Wen-čou (526) – fregata typu 054

- 23. října –  USS Virginia (SSN-774) – ponorka třídy Virginia[5]

- 22. listopadu –  Almirante Cochrane (FF-05) – fregata Typu 23 Norfolk

- 17. prosince –  RFA Largs Bay (L3006) (ex-HMS Norfolk) – výsadková doková loď třídy Bay